# IC 902
IC 902 ist eine Spiralgalaxie vom Hubble-Typ Sb im Sternbild Großer Bär am Nordsternhimmel. Sie ist schätzungsweise 77 Millionen Lichtjahre von der Milchstraße entfernt und hat einen Durchmesser von etwa 50.000 Lichtjahren.
Im selben Himmelsareal befinden sich u. a. die Galaxien NGC 5225, NGC 5250, IC 907.
Das Objekt wurde am 8. April 1888 vom US-amerikanischen Astronomen Lewis Swift entdeckt.